# Crantor (philosophe)
Pour les articles homonymes, voir Crantor.
Crantor est un philosophe grec académicien, natif de Soles en Cilicie (mort en 276 ou 275 av. J.-C.).
Maître d’Arcésilas de Pitane, il fut disciple de Xénocrate et de Polémon, et enseigna assez fidèlement le système de Platon, altéré après lui par la Nouvelle Académie.

## Philosophie
Crantor disait que l'âme était un composé de la nature intellectuelle et de la nature sensible, objet de l'opinion. Il s'occupa surtout de morale. Crantor croit que le propre de l'âme est de juger des choses intelligibles et des choses sensibles, ainsi que des ressemblances et des différences qu'elles ont, soit en elles-mêmes, soit les unes envers les autres. Selon Crantor, l'âme est composée de toutes les choses qui existent, afin qu'elle puisse juger de toutes ; et toutes les choses, selon lui, sont de quatre espèces : la nature intelligible, qui est toujours la même et toujours semblable ; la nature passible et muable, qui existe dans les corps ; la nature de l'être toujours le même, et enfin celle de l'être changeant, parce que les deux premières participent des qualités des deux autres.
Il reste de lui quelques fragments, recueillis par F. Kayser, Leipzig, 1841. Bleek a écrit sa Vie, Leyde, 1837.